# 云雾杜鹃
云雾杜鹃（学名：Rhododendron chamaethomsonii）为杜鹃花科杜鹃花属下的一个变种。

## 扩展阅读
維基物種上的相關：云雾杜鹃